# TDP2
TDP2 (англ. Tyrosyl-DNA phosphodiesterase 2) – білок, який кодується однойменним геном, розташованим у людей на короткому плечі 6-ї хромосоми. Довжина поліпептидного ланцюга білка становить 362 амінокислот, а молекулярна маса — 40 930.
| 10         |  | 20         |  | 30         |  | 40         |  | 50         |
| ---------- |  | ---------- |  | ---------- |  | ---------- |  | ---------- |
| MELGSCLEGG |  | REAAEEEGEP |  | EVKKRRLLCV |  | EFASVASCDA |  | AVAQCFLAEN |
| DWEMERALNS |  | YFEPPVEESA |  | LERRPETISE |  | PKTYVDLTNE |  | ETTDSTTSKI |
| SPSEDTQQEN |  | GSMFSLITWN |  | IDGLDLNNLS |  | ERARGVCSYL |  | ALYSPDVIFL |
| QEVIPPYYSY |  | LKKRSSNYEI |  | ITGHEEGYFT |  | AIMLKKSRVK |  | LKSQEIIPFP |
| STKMMRNLLC |  | VHVNVSGNEL |  | CLMTSHLEST |  | RGHAAERMNQ |  | LKMVLKKMQE |
| APESATVIFA |  | GDTNLRDREV |  | TRCGGLPNNI |  | VDVWEFLGKP |  | KHCQYTWDTQ |
| MNSNLGITAA |  | CKLRFDRIFF |  | RAAAEEGHII |  | PRSLDLLGLE |  | KLDCGRFPSD |
| HWGLLCNLDI |  | IL         |  |            |  |            |  |            |

A: Аланін

C: Цистеїн

D: Аспарагінова кислота

E: Глутамінова кислота

F: Фенілаланін

G: Гліцин

H: Гістидин

I: Ізолейцин

K: Лізин

L: Лейцин

M: Метіонін

N: Аспарагін

P: Пролін

Q: Глутамін

R: Аргінін

S: Серин

T: Треонін

V: Валін

W: Триптофан

Кодований геном білок за функціями належить до гідролаз, нуклеаз, фосфопротеїнів. 
Задіяний у таких біологічних процесах, як пошкодження ДНК, репарація ДНК, ацетилювання, альтернативний сплайсинг. 
Білок має сайт для зв'язування з іонами металів, іоном магнію. 
Локалізований у цитоплазмі, ядрі.